# 이몰륵

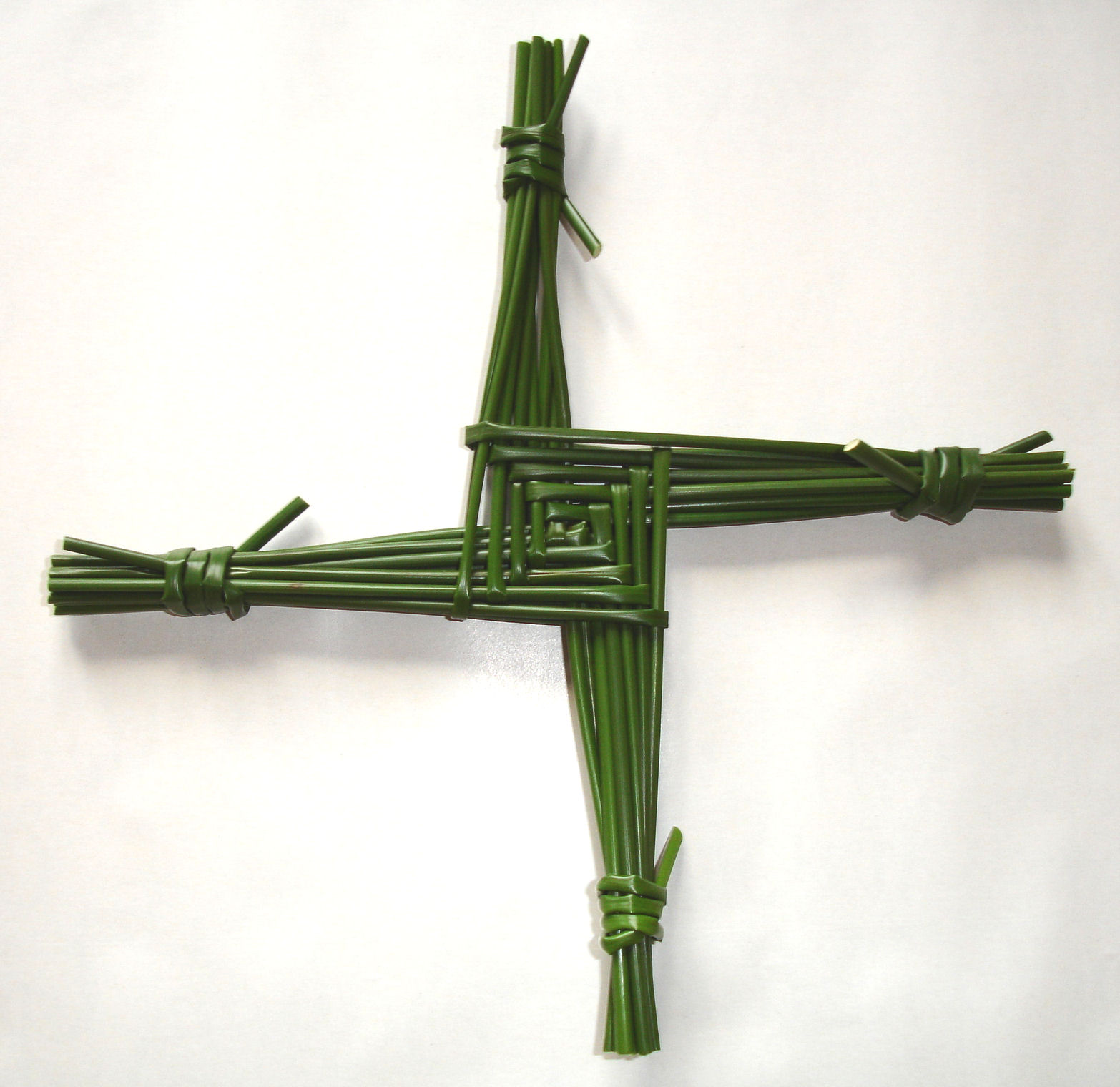

이몰륵(아일랜드어: imbolic, imbolg [ɪˈmɒlɡ]) 또는 라 프헬러 브리더(아일랜드어: Lá Fhéile Bríde, 스코틀랜드 게일어: Là Fhèill Brìghde, 맨어: Laa'l Breeshey)는 아일랜드에서 2월 1일에 봄의 시작을 알리는 축제이다.
이 축제는 중세 시대에 아일랜드의 게일 인들로부터 행해졌다고 알려졌으며 이몰륵이라는 이름은 켈트 신화의 얼스터 전설 속 이야기인 에버르의 구애로부터 유래 되었다. 임볼륵은 켈트 신화에서 나오는 발테인과 루나사, 샴하인과 더불어 4개의 Cross quarter days중 하나이다. 임볼륵은 후에 기독교에서 성 브리짓이라 불리게 되는 여신 브리짓의 이교도 축제로부터 유래되었다.
20세기에 이르러 이몰륵은 신이교주의에 입각한 종교적 행사로서 부활했으며 특히 위카, 네오-드루이드 그리고 켈트 재건주의에서 성행하고있다.

## 참고 목록
- 발테인
- 루나사
- 샴하인

## 같이 보기
- 주의 봉헌축일
- 입춘